# Amelia Heinle
Amelia March Heinle (Phoenix, 17 marzo 1973) è un'attrice statunitense.
Nota principalmente per il ruolo di Victoria Newman nella soap opera Febbre d'amore, ma anche per il ruolo di Mia Saunders nella soap opera La valle dei pini.

## Filmografia parziale

### Cinema
- At Sachem Farm, regia di John Huddles (1998)
- Liar's Poker, regia di Jeff Santo (1998)
- L'inglese (The Limey), regia di Steven Soderbergh (1999)

### Televisione
- Quando si ama (Loving) - 378 episodi (1993-1995)
- The City - 32 episodi (1995-1996)
- I racconti di Quicksilver (Quicksilver Highway) - film TV (1997)
- La vendetta del ragno nero (Earth vs. the Spider) - film TV (2001)
- La valle dei pini (All My Children) - 44 episodi (2001-2004)
- Febbre d'amore (The Young and the Restless) - 2354 episodi (2005-in corso)

## Premi
- Daytime Emmy Award
  - 2014: Primetime Emmy Award per la migliore attrice non protagonista in una serie drammatica (Febbre d'amore)
  - 2015: Primetime Emmy Award per la migliore attrice non protagonista in una serie drammatica (Febbre d'amore)

## Vita privata
Dal gennaio 1995 al 1997 (divorzio) è stata sposata con l'attore Michael Weatherly. Da questo matrimonio ha avuto un figlio.
Dal marzo 2007 è sposata con l'attore Thad Luckinbill, da cui ha avuto un figlio nato nel 2007 e una figlia nata nel 2009.

## Doppiatrici italiane
Nelle versioni in italiano delle opere in cui ha recitato, Amelia Heinle è stata doppiata da:
- Domitilla D'Amico ne La vendetta del Ragno Nero
- Laura Romano ne L'inglese
- Anna Lana in Febbre d'amore
- Monica Bertolotti in CSI: Miami
- Rossella Acerbo in Quando si ama  (1ª voce)
- Laura Latini in Quando si ama  (2ª voce)
- Anna Lana in Febbre d'amore